# Comunidad de comunas de Iholdi-Ostibarre
La Comunidad de comunas de Iholdi-Ostibarre (Communauté de communes d'Iholdi-Ostibarre en francés e Iholdi-Oztibarre Herri Elkargoa, en vasco), es una estructura intercomunal francesa situada en el departamento francés de Pirineos Atlánticos de la región de Aquitania.

## Historia
El antiguo Sindicato intercomunal multipropósito del Valle de Ostabarret (SIVOM de la vallée d'Ostabarret, en francés) pasó a la actual denominación el 1 de enero de 2004 con la unión de trece de las catorce comunas del antiguo cantón de Iholdy, y que actualmente pertenecen al cantón de País de Bidache, Amikuze y Ostibarre.

## Nombre
Debe su nombre a que las comunas eran todas del cantón de Iholdy y a que la comunidad es parte del anciano país histórico de la Tierra de Ostabarret

## Composición
La Comunidad de comunas reagrupa 13 comunas:
| Comuna                 | Código INSEE | Cantón                               | Población (2012) | Superficie (km²) | Densidad (hab./km²) |
| ---------------------- | ------------ | ------------------------------------ | ---------------- | ---------------- | ------------------- |
| Arhansus               | 64045        | País de Bidache, Amikuze y Ostibarre | 71               | 5,32             | 13,5                |
| Armendarits            | 64046        | País de Bidache, Amikuze y Ostibarre | 391              | 17,27            | 22,6                |
| Bunus                  | 64150        | País de Bidache, Amikuze y Ostibarre | 163              | 6,60             | 24,6                |
| Hosta                  | 64265        | País de Bidache, Amikuze y Ostibarre | 79               | 17,08            | 4,6                 |
| Ibarrolle              | 64267        | País de Bidache, Amikuze y Ostibarre | 95               | 2078,872         | 10,9                |
| Iholdy                 | 64271        | País de Bidache, Amikuze y Ostibarre | 576              | 1521,6392        | 26,6                |
| Irissarry              | 64273        | País de Bidache, Amikuze y Ostibarre | 857              | 26,39            | 32                  |
| Juxue                  | 64285        | País de Bidache, Amikuze y Ostibarre | 210              | 15,17            | 13,8                |
| Lantabat               | 64313        | País de Bidache, Amikuze y Ostibarre | 296              | 28,86            | 10,2                |
| Larceveau-Arros-Cibits | 64314        | País de Bidache, Amikuze y Ostibarre | 403              | 18,08            | 22                  |
| Ostabat-Asme           | 64437        | País de Bidache, Amikuze y Ostibarre | 204              | 15,26            | 13,3                |
| Saint-Just-Ibarre      | 64487        | País de Bidache, Amikuze y Ostibarre | 236              | 30,03            | 7,9                 |
| Suhescun               | 64528        | País de Bidache, Amikuze y Ostibarre | 180              | 11,83            | 15,2                |

## Competencias
La comunidad es un organismo público de cooperación intercomunal.
Sus recursos provienen del impuesto sobre los rendimientos del trabajo único, del sistema de contribuciones que se aplica a los residuos y asignaciones y subvenciones de diversos socios.
Sus competencias en general se centran en el desarrollo económico, medio ambiental, de empleo y los servicios comunitarios a los habitantes:
- Ordenación del Territorio
  - Plan de Coherencia Territorial (SCOT, en francés).
  - Plan Sectorial.
- Desarrollo y organización económica
  - Acción de desarrollo económico de las actividades industriales, comerciales o de empleo, (apoyo de las actividades agrícolas y forestales...).
  - Creación, organización, mantenimiento y gestión de zonas de actividades industriales, comerciales, terciario, artesanal o turístico.
- Desarrollo y organización social y cultural
  - Actividades culturales y socioculturales.
  - Actividades deportivas.
  - Construcción y/u organización, mantenimiento, gestión de equipamientos o establecimientos culturales, socioculturales, socioeducativos, deportivos…, etc.
  - Transporte escolar.
- Medio ambiente
  - Saneamiento no colectivo.
  - Recogida y tratamiento de los residuos urbanos y asimilados.
  - Protección y valorización del Medio Ambiente.
- Vivienda y hábitat
  - Programa local del hábitat.
- Servicio de vías públicas
  - Creación, organización y mantenimiento del servicio de vías públicas.
- Otros
  - Adquisición comunal de material.
  - Informática, Talleres vecinales.